# Mostar
Mostar – miasto w Bośni i Hercegowinie, w Federacji Bośni i Hercegowiny, stolica kantonu hercegowińsko-neretwiańskiego, siedziba miasta Mostar. Jest położony nad Neretwą. Stanowi jeden z największych ośrodków miejskich w kraju. W 2013 roku liczyło 60 195 mieszkańców, z czego większość stanowili Chorwaci.
Najważniejszym zabytkiem Mostaru jest położony w centrum XVI-wieczny kamienny Stary Most, wybudowany w 1566 r. 9 listopada 1993, w wyniku działań wojennych, został on zburzony przez Chorwatów, a jego odbudowę zakończono 23 lipca 2004. W lipcu 2005 Stary Most i jego najbliższe otoczenie zostały wpisane na listę światowego dziedzictwa kulturowego UNESCO.
Nazwa pochodzi od słowa mostari („strażnicy mostu”).

## Położenie
Mostar jest zlokalizowany w południowo-zachodniej części Bośni i Hercegowiny, przy drodze wiodącej z Dubrownika do Sarajewa i linii kolejowej Sarajewo-Ploče. Leży na równinie Mostarsko polje, na wysokości od 60 do 110 m n.p.m., na obu brzegach Neretwy.

## Klimat
Mieszają się tu wpływy klimatu umiarkowanego ciepłego i śródziemnomorskiego. Okolice Mostaru uchodzą za region o najcieplejszych latach w całym kraju. Maksymalna zanotowana tu temperatura to 46 °C. Średnia temperatura zimą wynosi 6 °C, a latem 26 °C. Opady nie przekraczają 800 mm.

## Skład etniczny
Miasto wieloetniczne. Według spisu ludności z 1991 roku struktura ludności gminy Mostar wyglądała następująco: 35% Boszniacy, 34% Chorwaci, 19% Serbowie, 10% Jugosłowianie (osoby nieczujące przynależności do żadnej z grup etnicznych) – w sumie 126 tys. mieszkańców. Według spisu z 2003 roku: 48% Chorwaci, 47% Boszniacy, 4% Serbowie.

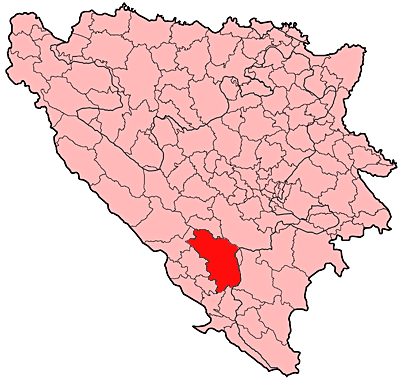
Lokalizacja miasta-gminy Mostar na mapie Bośni i Hercegowiny

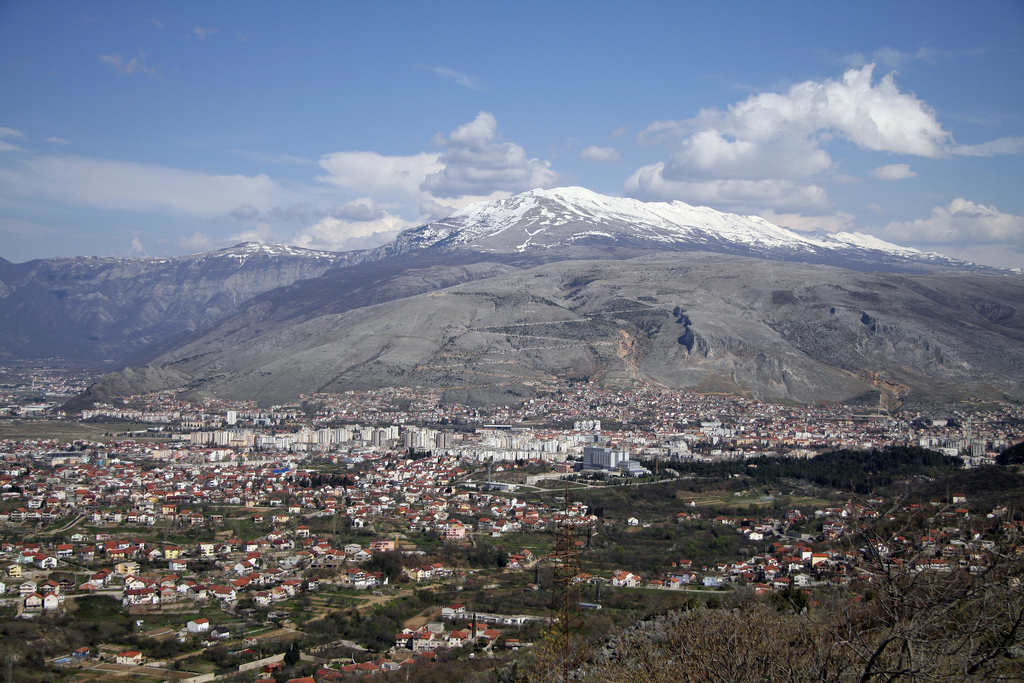
Widok na Mostar i jego okolice, pokryty śniegiem szczyt Velež

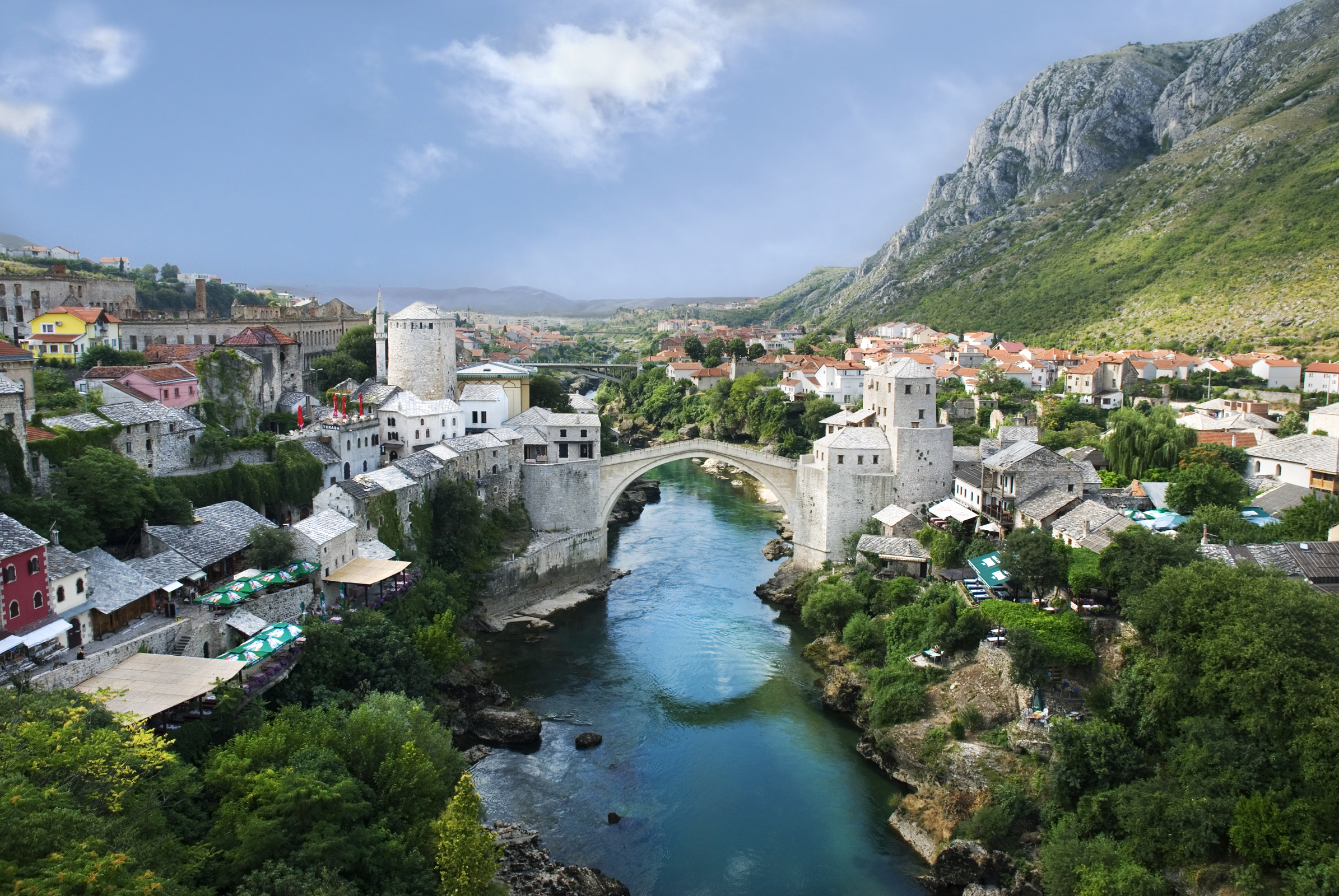
Panorama Mostaru

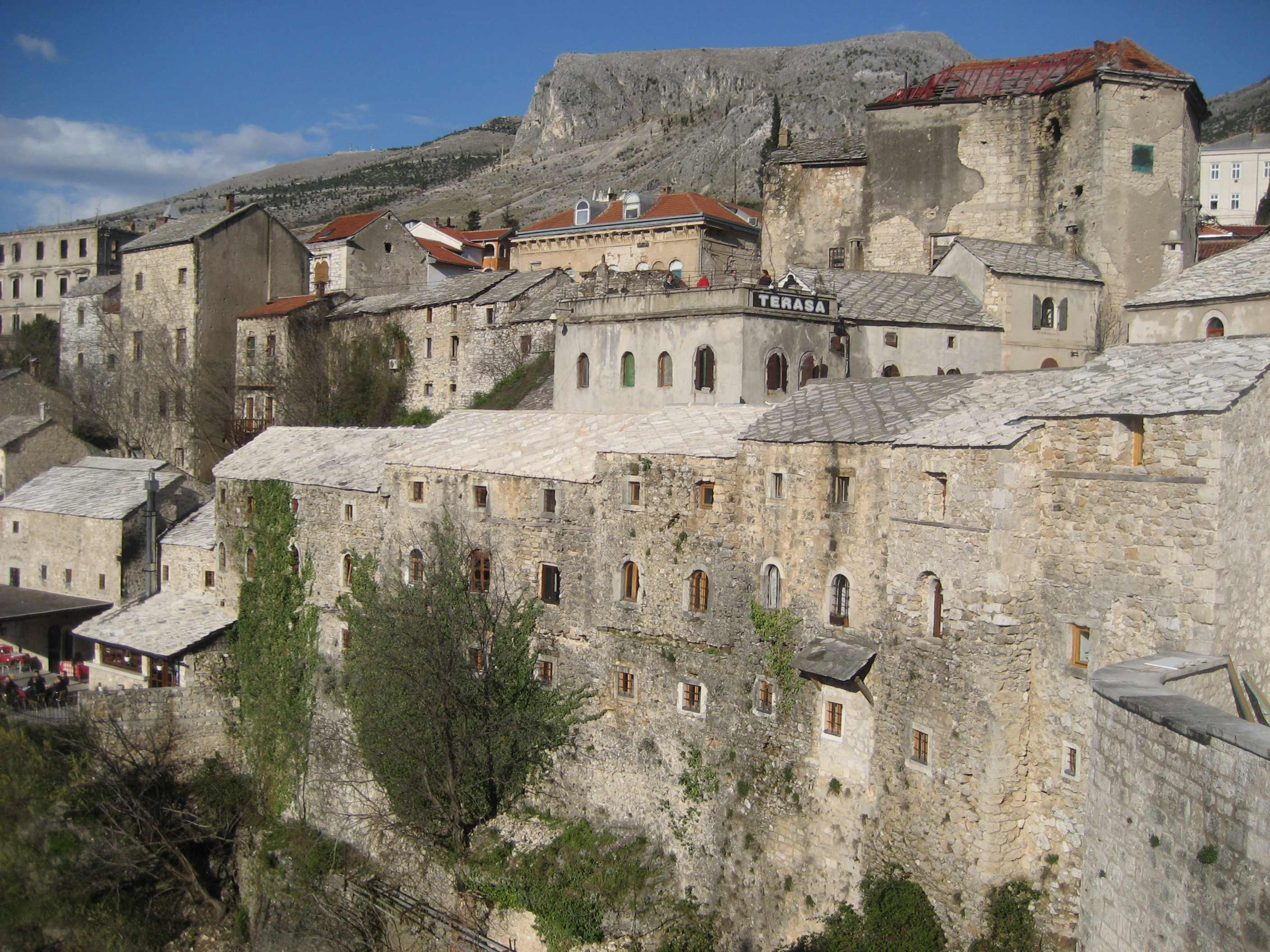
Widok Starego Miasta

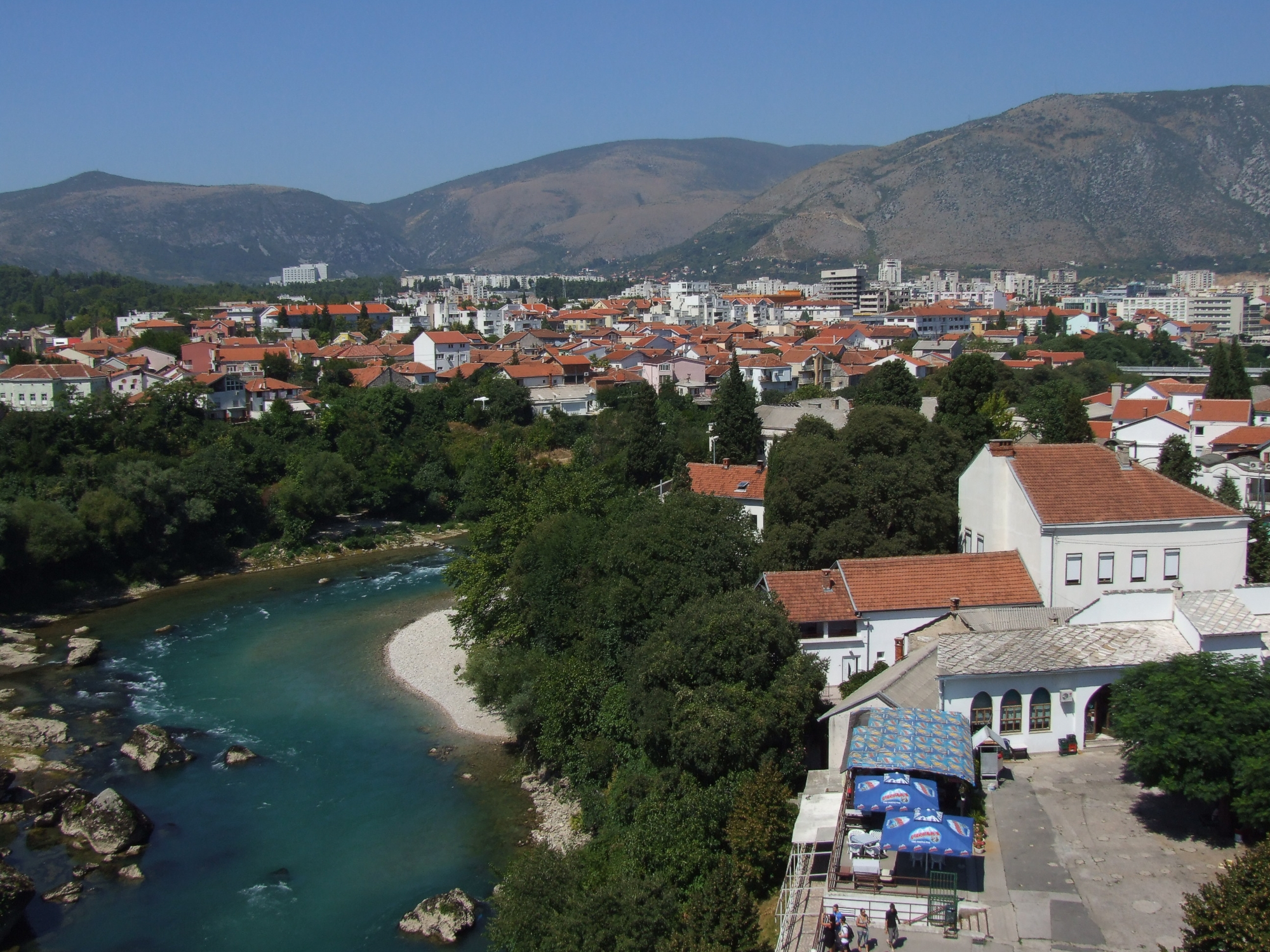
Mostar i Neretwa, widok z meczetu Mehmeta Paszy

## Gospodarka
W mieście rozwinął się przemysł metalowy, tekstylny, tytoniowy oraz spożywczy. W mieście jest stacja kolejowa Mostar.

## Historia
Pierwsze ślady osadnictwa pochodzą z czasów prehistorycznych (neolit). Tereny te zamieszkane były też w czasach rzymskich.
W średniowieczu brzegi rzeki Neretwy były tu połączone stałym drewnianym mostem. Po raz pierwszy nazwa Mostar pojawia się w tureckim spisie z lat 1468–1469. W XVI wieku Turcy założyli tu twierdzę, a w 1566 roku dotychczasowy drewniany most został zastąpiony kamiennym, który znany jako Stary Most. Po jego obu stronach rozwinęło się miasto, które było tureckim centrum administracyjnym, handlowym i rzemieślniczym w Hercegowinie. W 1875 roku wybuchło tu powstanie antytureckie. Po jego upadku miasto przeszło pod panowanie Austro-Węgier (do 1918 roku). W tym czasie rozwijała się kultura serbska i serbski ruch narodowy. W Mostarze mieszkało wielu uczonych i literatów. Był to również okres wzrostu ekonomicznego i urbanizacji. Po zakończeniu I wojny światowej Mostar wszedł w skład Królestwa Serbów, Chorwatów i Słoweńców, późniejszej Jugosławii. W czasach socjalistycznych powstało wiele nowych budynków, Stare Miasto zachowało jednak średniowieczny charakter. Jeszcze w latach 80. XX wieku niemal bezkonfliktowo żyli tu obok siebie Chorwaci, bośniaccy muzułmanie, Serbowie i inne narodowości. W 1991 roku Mostar liczył 126 tys. mieszkańców, był dużym ośrodkiem przemysłowym, gospodarczym i turystycznym. Wydobywano tu węgiel brunatny i boksyty. Na ich podstawie rozwinęła się huta aluminium i przemysł metalurgiczny. Od 1957 roku w pobliżu miasta działała hydroelektrownia. Tysiące turystów przyjeżdżało tu podziwiać pozostałości kultury islamskiej.
Od marca 1992 Mostar znajdował się w granicach niepodległej Bośni i Hercegowiny. Jednak w maju 1992 rozpętały się bratobójcze walki. W mieście toczyły się najpierw walki Bośniaków i Chorwatów przeciwko Serbom. W jej trakcie zniszczony został zabytkowy sobór Trójcy Świętej z 1873 roku. Następnie, od maja 1993, Chorwatów z Bośniakami. Przez 10 miesięcy Chorwaci oblegali wschodnią część miasta zamieszkaną przez bośniackich muzułmanów. Została ona niemal doszczętnie zniszczona. Zburzono większość zabytków architektury, w tym wszystkie meczety z XVII–XVIII wieku. Zawieszenie broni pomiędzy Chorwatami i Bośniakami podpisano 25 lutego 1994 roku. Od tego czasu miasto, pod nadzorem międzynarodowym, pozostaje podzielone na dwie niechętne sobie części – bośniacką (muzułmańską) i chorwacką. Jeszcze pięć lat po wojnie miasto nie było bezpieczne. Wciąż dochodziło do utarczek między mieszkańcami obu jego części. Obecnie sytuacja się ustabilizowała. Mostar odzyskuje znaczenie głównego ośrodka politycznego, gospodarczego i kulturowego Hercegowiny. Jego odbudowa i rozbudowa rozpoczęła się zaraz po wojnie. Systematycznie odradza się przemysł i rzemiosło. Powstały zakłady tytoniowe, spożywcze, metalowe, tekstylne. Mostar jest ośrodkiem handlowym dla pobliskiego regionu rolniczego. Okolica słynie z produkcji doskonałych win. Działa tu port lotniczy, dwa uniwersytety publiczne (chorwackojęzyczny Uniwersytet w Mostarze oraz boszniacki Uniwersytet Džemala Bijedića) i Muzeum Hercegowiny. Mostar znów zaczynają odwiedzać turyści, otwiera się restauracje i sklepy z pamiątkami. Powoli odbudowuje się zabytki. W 1997 otwarto meczet Karadjozbega z 1564 roku, a w 2000 roku meczet Tabacica (z XVI wieku), położony nieopodal Starego Mostu. Odbudowano także mury miejskie z połowy XVI wieku.
Od zakończenia wojny w 1995 roku miasto jest odbudowywane, głównie przy pomocy finansowej UNESCO i Unii Europejskiej. Zniszczenia i ślady wojny są jednak wciąż wyraźnie widoczne.

## Obiekty sakralne

### Kościoły
- Katedra Najświętszej Maryi Panny Matki Kościoła
- Kościół i klasztor Franciszkanów
- Kościół św. Jana Apostoła i Ewangelisty
- Kościół św. Mateusza

### Cerkwie
- Stara cerkiew

### Meczety
- Meczet Lakišića
- Meczet Karađoz-Bej

## Współpraca
- Amman, Jordania
- Arsoli, Włochy
- Dystrykt Brczko, Bośnia i Hercegowina
- Heidelberg, Niemcy
- Izmir, Turcja
- Kaposvár, Węgry
- Kayseri, Turcja
- Orkdal, Norwegia
- Kragujevac, Serbia
- Millau, Francja
- Montegrotto Terme, Włochy
- Split, Chorwacja
- Tutin, Serbia
- Vejle, Dania
- Vukovar, Chorwacja
- Yinchuan, Chińska Republika Ludowa